# Fokker Eindecker
Els Fokker Eindecker van ser una sèrie d'avions de caça monoplà de la Primera Guerra Mundial alemanys dissenyats per l'enginyer holandès Anthony Fokker. Desenvolupat l'abril de 1915, el primer Eindecker ("Monoplà") va ser el primer avió de caça alemany construït específicament i el primer avió equipat amb un engranatge de sincronització, que permetia al pilot disparar una metralladora a través de l'arc de l'hèlix sense colpejar les pales de l'hèlix. L'Eindecker va donar al Servei Aeri de l'Exèrcit Alemany (aleshores el Fliegertruppen des deutschen Kaiserreiches) un grau de superioritat aèria des del juliol de 1915 fins a principis de 1916.
Aquest període es va conèixer entre els pilots aliats que volaven en avions menys armats i maniobrables com a Fokker Scourge (La plaga dels Fokker)

## Disseny i desenvolupament
L'Eindecker es basava en el Fokker M.5K un avió d'exploració desarmat de Fokker (designació militar Fokker A.III) que al seu torn es basava en el disseny del monoplà francès Morane-Saulnier H, tot i que es diferenciava en l'ús de tubs d'acer al crom-molibdè per a l'estructura del fuselatge en lloc de la fusta. Estava equipat amb una primera versió del sincronitzador de canons Fokker que controlava una única metralladora Parabellum MG 14. Anthony Fokker va demostrar personalment el sistema el 23 de maig de 1915, després d'haver remolcat el prototip d'avió darrere del seu turisme fins a un aeròdrom militar prop de Berlín.

## Història operativa
La primera victòria d'un Eindecker, tot i que no es va confirmar, la va assolir el tinent Kurt Wintgens a la tarda de l'1 de juliol de 1915 quan, mentre volava amb un dels cinc avions prototips prop de Lunéville, va forçar un monoplà parasol francès de dos seients Morane-Saulnier L. Tres dies després de la seva victòria "no confirmada", Wintgens va abatre un altre "Morane Parasol" amb el mateix avió, i quinze dies després del seu atac inicial, el 15 de juliol de 1915, es va convertir en el primer pilot d'Eindecker a qui se li atribueix una victòria oficialment.
Els dos pilots d'Eindecker més famosos van ser Oswald Boelcke i Max Immelmann, tots dos de Feldflieger Abteilung 62 amb 19 i 15 victòries respectivament. Onze pilots van aconseguir cinc o més victòries pilotant l'Eindecker. Boelcke, Immelmann,Otto Parschau, Hans Berr i Wintgens van rebre la condecoració militar més alta d'Alemanya, el Pour le Mérite o "Blue Max", mentre pilotava l'Eindecker, després que cada pilot aconseguís el total de vuit victòries requerit llavors per a cada aviador.
L'aparició a principis de 1916 del Nieuport 11 francès i dels Airco DH.2 britànic va portar a la fi del domini aeri de l'Eindecker

## Sobrevivents
Només queda un Eindecker original. El 8 d'abril de 1916, un pilot alemany novell va enlairar-se de Valenciennes amb un nou E.III (número de sèrie IdFlieg 210/16) amb destinació a Wasquehal però es va perdre en la boira i va aterrar en un aeròdrom britànic a l'est de St. Omer. Es va veure obligat a rendir-se abans que s'adonés del seu error i pogués destruir l'avió. L'E.III va ser provat contra el Morane-Saulnier N i altres tipus aliats a St. Omer abans d'anar a Upavon a Wiltshire per a l'avaluació i finalment exposat al museu. Actualment resideix al Museu de la Ciència de Londres. L'E.I original d'Immelmann, amb el serial E.13/15 emès per IdFlieg, també va sobreviure a la guerra i es va exposar a Dresden, on va ser destruït pels bombardeigs aliats durant la Segona Guerra Mundial.